# Dömény István
Dömény István (Budapest, 1899. augusztus 3. – Budapest, 1966. december 6.) magyar birkózó, olimpikon.

## Pályafutása
Az 1924. évi párizsi olimpián egy török ellenfél elleni küzdelemben balesetet szenvedett (kulcs-csonttörést), így nem tudott bekerülni a győztesek közé.[forrás?]
1925-ben és 1926-ban a Budapesti Athletikai Club versenyzőjeként Kötöttfogású csapatbajnokságot nyert.